# Willian José
Willian José da Silva (*23. listopadu 1991 Porto Calvo), známý jako Willian José, je brazilský profesionální fotbalista, který hraje na pozici útočníka za španělský klub Real Sociedad.

## Klubová kariéra

### Grêmio Barueri
Willian José, který se narodil ve městě Porto Calvo ve státě Alagoas, zahájil svou kariéru v místním mládežnickém týmu CRB. V roce 2008, ve věku 17 let, se připojil k mládeži Barueri. 1. srpna 2009 debutoval v prvním týmu, při prohře 1:2 proti Botafogu v Sérii A.
Willian José vstřelil svůj první gól 17. ledna následujícího roku, když vsítil jediný gól týmu při remíze proti Sertãozinho. Během sezóny, která skončila sestupem Bareuri, vstřelil ještě dalších 6 branek.

### São Paulo
13. ledna 2011 se Willian José připojil k brazilskému týmu São Paulo FC. Ve své první sezóně byl většinou využíván jako náhradník za Luíse Fabiana a Dagoberta, a i přes odchod druhého jmenovaného do SC Internacional v roce 2012, byl stále až třetí volbou za novou posilou Osvaldem.

### Grêmio / Santos
13. prosince 2012 se Willian José přestěhoval do Grêmia, ale poté, co se v týmu objevoval jen zřídka, v květnu následujícího roku podepsal smlouvu v Santos FC. Objevil se ve 28 zápasech během své jediné sezóny v týmu a vstřelil pět branek.

### Real Madrid
8. ledna 2014 se Willian José přesunul do Španělska, když podepsal šestiměsíční smlouvu s Realem Madrid, většinu angažmá však strávil v rezervním týmu v Segunda División. Po vstřelení hattricku při výhře 3:2 nad Recreativo de Huelva, byl povolán do hlavního týmu a byl na lavičce v zápasech proti Realu Sociedad a UD Almería.
Willian José debutoval v La Lize 11. května, když v zápase proti Celtě Vigo nahradil svého krajana Casemira. V červnu však klub opustil.

### Zaragoza

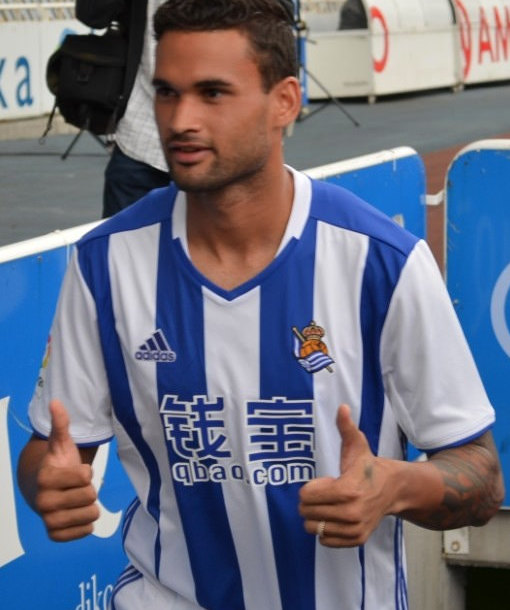
Willian José v dresu Realu Sociedad (2016)

29. srpna 2014 podepsal jednoletou smlouvu s Realem Zaragoza. V klubu debutoval 7. září, když nahradil Davida Muñoze při prohře 1:4 proti rezervnímu týmu Barcelony.
Willian José vstřelil svůj první gól za klub 12. října 2014 při remíze 3:3 proti CD Lugo. V zápasech proti UD Las Palmas a Gironě FC vstřelil po dvou brankách, sezónu ukončil s deseti góly.

### Las Palmas
30. července 2015 podepsal Willian José jednoroční smlouvu s Las Palmas, které nově postoupilo do nejvyšší úrovně. První gól vstřelil 12. prosince při domácí výhře proti Realu Betis.
25. ledna 2016 si Willian José připsal dvě branky v zápase proti Levante UD, prohře 2:3 však nedokázal zabránit. 20. února skóroval v první polovině utkání proti FC Barcelona, ale Blaugranas nakonec zápas vyhráli 1:2. 13. března skóroval proti svému bývalému klubu Real Madrid, ale Las Palmas opět prohráli 1:2.

### Real Sociedad
31. července 2016 podepsal Willian José pětiletou smlouvu s Realem Sociedad. 21. září si připsal dvě branky v domácím utkání proti svému bývalému klubu Las Palmas.

#### Wolverhampton (hostování)
23. ledna 2021 odešel na půlroční hostování s opcí do klubu hrající anglickou Premier League, Wolverhamptonu Wanderers. José se poprvé objevil v dresu Wolves dne 27. ledna 2021 při remíze 0:0 s londýnskou Chelsea na Stamford Bridge, přičemž v poslední minutě odhlavičkoval z brankové čáry střelu Kaie Havertze a zabránil tak jasné brance.
José se poprvé objevil v základní sestavě hned v dalším utkání a to 30. ledna 2021 proti Crystal Palace.
José debutoval na Molineux v utkání Premier League proti Arsenalu 2. února 2021, kdy Wolves vyhráli 2:1. José vybojoval v nastaveném čase prvního poločasu pokutový kop, který následně proměnil Rúben Neves.

## Reprezentační kariéra
V roce 2011 Willian José reprezentoval Brazílii na Mistrovství světa do 20 let 2011 a na Mistrovství Jižní Ameriky do 20 let, v 15 utkáních vstřelil 5 branek.
12. března 2018 obdržel první pozvánku do seniorské reprezentace na dva přátelské zápasy proti Rusku a Německu, do zápasů však nenastoupil.

## Statistiky
K 15. březnu 2021
| Klub                            | Sezóna  | Liga             | Liga   | Liga | Pohár  | Pohár | Kontinentální poháry | Kontinentální poháry | Ostatní | Ostatní | Celkem | Celkem |
| Klub                            | Sezóna  | Liga             | Zápasy | Góly | Zápasy | Góly  | Zápasy               | Góly                 | Zápasy  | Góly    | Zápasy | Góly   |
| ------------------------------- | ------- | ---------------- | ------ | ---- | ------ | ----- | -------------------- | -------------------- | ------- | ------- | ------ | ------ |
| Grêmio Barueri                  | 2009    | Série A          | 7      | 0    | 0      | 0     | —                    | —                    | 0       | 0       | 7      | 0      |
| Grêmio Barueri                  | 2010    | Série A          | 19     | 6    | 0      | 0     | 2                    | 0                    | 3       | 1       | 24     | 7      |
| Grêmio Barueri                  | Celkem  | Celkem           | 26     | 6    | 0      | 0     | 2                    | 0                    | 3       | 1       | 31     | 7      |
| São Paulo                       | 2011    | Série A          | 9      | 0    | 3      | 0     | 0                    | 0                    | 10      | 1       | 22     | 1      |
| São Paulo                       | 2012    | Série A          | 19     | 1    | 4      | 0     | 7                    | 3                    | 14      | 11      | 44     | 15     |
| São Paulo                       | Celkem  | Celkem           | 28     | 1    | 7      | 0     | 7                    | 3                    | 24      | 12      | 66     | 16     |
| Grêmio                          | 2013    | Série A          | 0      | 0    | 0      | 0     | 3                    | 0                    | 6       | 3       | 9      | 3      |
| Santos                          | 2013    | Série A          | 23     | 5    | 2      | 0     | —                    | —                    | —       | —       | 25     | 5      |
| Real Madrid                     | 2013/14 | La Liga          | 1      | 0    | 0      | 0     | —                    | —                    | —       | —       | 1      | 0      |
| Zaragoza                        | 2014/15 | Segunda División | 33     | 7    | 1      | 0     | —                    | —                    | 4       | 3       | 38     | 10     |
| Las Palmas                      | 2015/16 | La Liga          | 30     | 9    | 4      | 1     | —                    | —                    | —       | —       | 34     | 10     |
| Real Sociedad                   | 2016/17 | La Liga          | 28     | 12   | 6      | 2     | —                    | —                    | —       | —       | 34     | 14     |
| Real Sociedad                   | 2017/18 | La Liga          | 34     | 15   | 0      | 0     | 6                    | 5                    | —       | —       | 40     | 20     |
| Real Sociedad                   | 2018/19 | La Liga          | 31     | 11   | 3      | 0     | —                    | —                    | —       | —       | 34     | 11     |
| Real Sociedad                   | 2019/20 | La Liga          | 37     | 11   | 4      | 0     | —                    | —                    | —       | —       | 41     | 11     |
| Real Sociedad                   | 2020/21 | La Liga          | 14     | 3    | 1      | 2     | 6                    | 1                    | 1       | 0       | 22     | 6      |
| Real Sociedad                   | Celkem  | Celkem           | 144    | 52   | 14     | 4     | 12                   | 6                    | 1       | 0       | 171    | 62     |
| Wolverhampton Wanderers (host.) | 2020/21 | Premier League   | 9      | 0    | 1      | 0     | —                    | —                    | —       | —       | 10     | 0      |
| Celkem                          | Celkem  | Celkem           | 294    | 80   | 29     | 5     | 24                   | 9                    | 38      | 19      | 385    | 113    |

## Ocenění
Sao Paulo
- Copa Sudamericana: 2012

Real Madrid
- Copa del Rey: 2013/14

Brazílie U20
- Mistrovství Jižní Ameriky do 20 let: 2011
- Mistrovství světa do 20 let: 2011